# 汐留站
汐留站（日语：／ Shiodome eki */?）是位於日本東京都港區東新橋，屬於東京都交通局（都營地下鐵）和百合鷗的鐵道車站。此站為轉乘站，東京都交通局的都營地下鐵大江戶線與百合鷗的東京臨海新交通臨海線皆在此交會。兩間公司都制定了車站編號。都營地下鐵是E 19，百合鷗則是U 02。

## 歷史
- 1995年（平成7年）11月1日：東京臨海新交通株式會社（現：株式會社百合鷗）東京臨海新交通臨海線（愛稱百合鷗號）的新橋站（臨時站） - 有明站通車。當時已完成汐留站站體，但因周邊正在進行再開發，車站連外道路尚未完成，因此未開業。
- 2000年（平成12年）12月12日：東京都交通局大江戶線國立競技場 - 六本木 - 大門 - 兩國 - 飯田橋 - 都廳前通車，「汐留信號所（2代）」開業。與百合鷗號一樣，站體已完成但尚未開業。
- 2002年（平成14年）11月2日：汐留站與汐留地區再開發一同開業。同時大江戶線汐留信號所（2代）升格為汐留站[1]。

## 車站構造
兩站的位置非常接近。百合鷗站區位於地面，而東京都交通局站區則位於地下。兩個站區之間透過升降機連接（位於非付費區）。

### 東京都交通局
大江戶線站區以「SIO-SITE」為副站名，為地下車站。站內設有2個驗票口，而驗票口外的非付費區設有通道互相連接。月台位於地下三樓，採島式月台1面2線的設計。

#### 月台配置

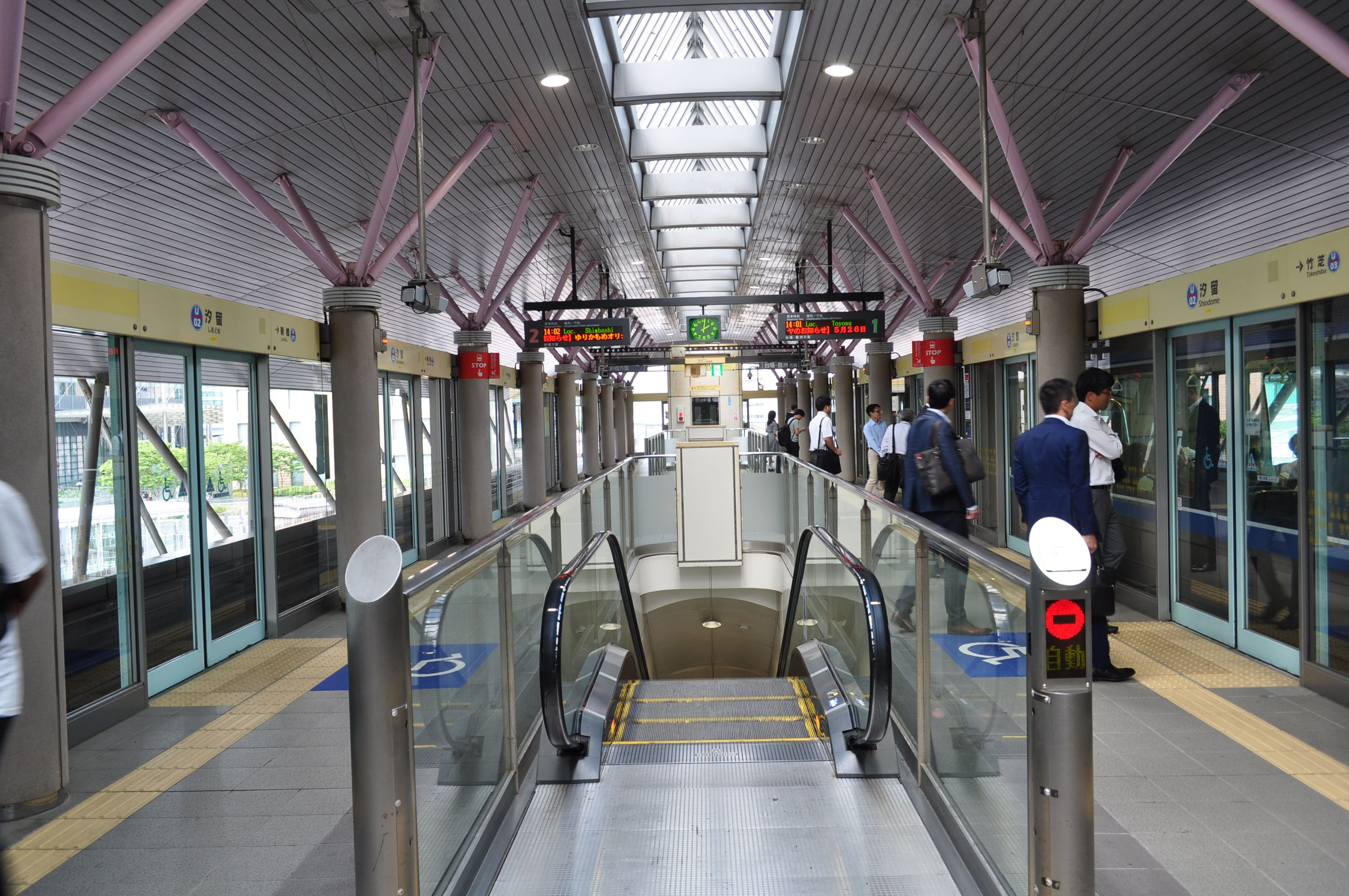
月台（2018年5月）
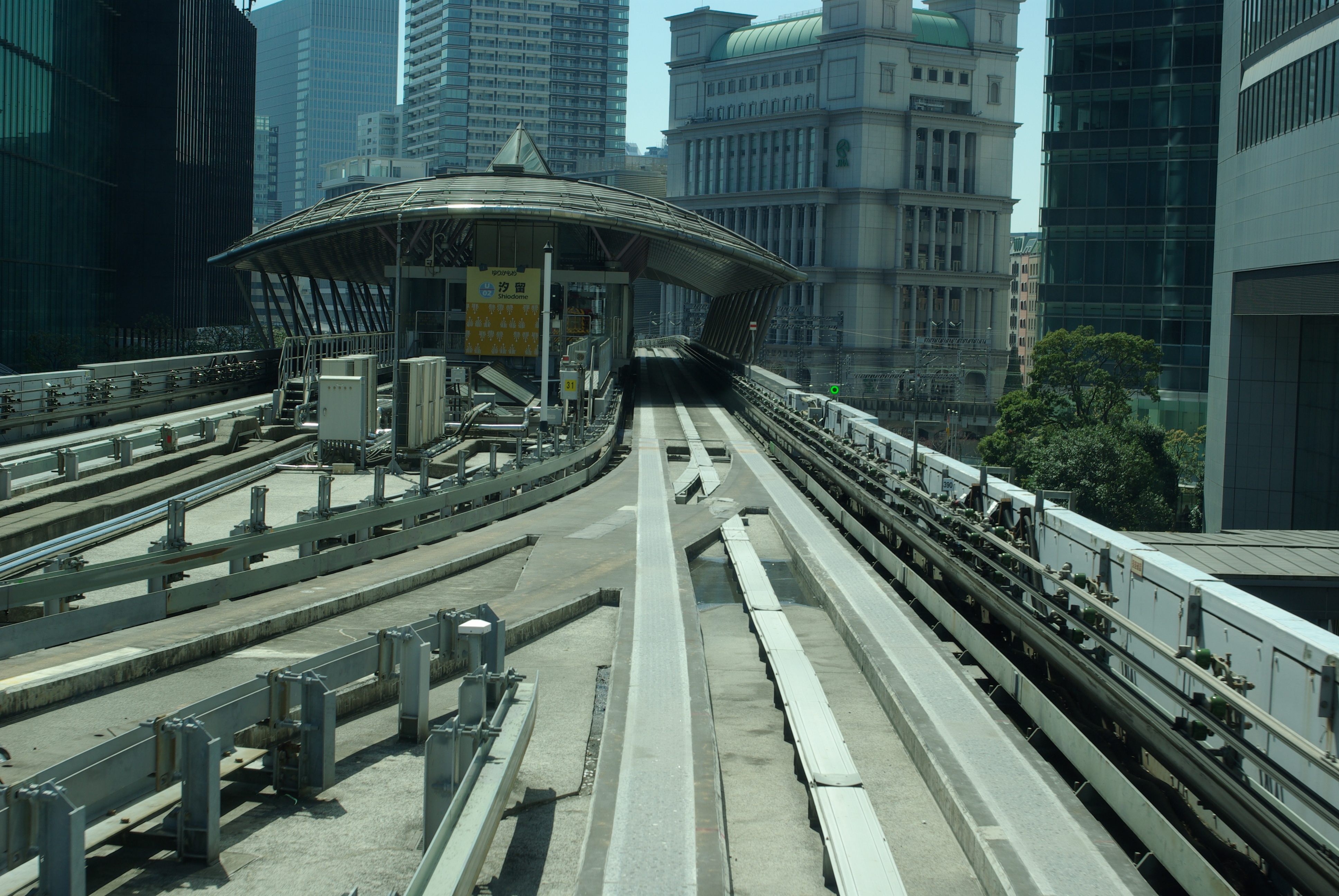
月台層外觀（2019年4月）

| 月台 | 路線     | 目的地                   |
| ---- | -------- | ------------------------ |
| 1    | 大江戶線 | 門前仲町、兩國、春日方向 |
| 2    | 大江戶線 | 大門、六本木、新宿方向   |

（來源：都營地下鐵:車站構內圖 （页面存档备份，存于））

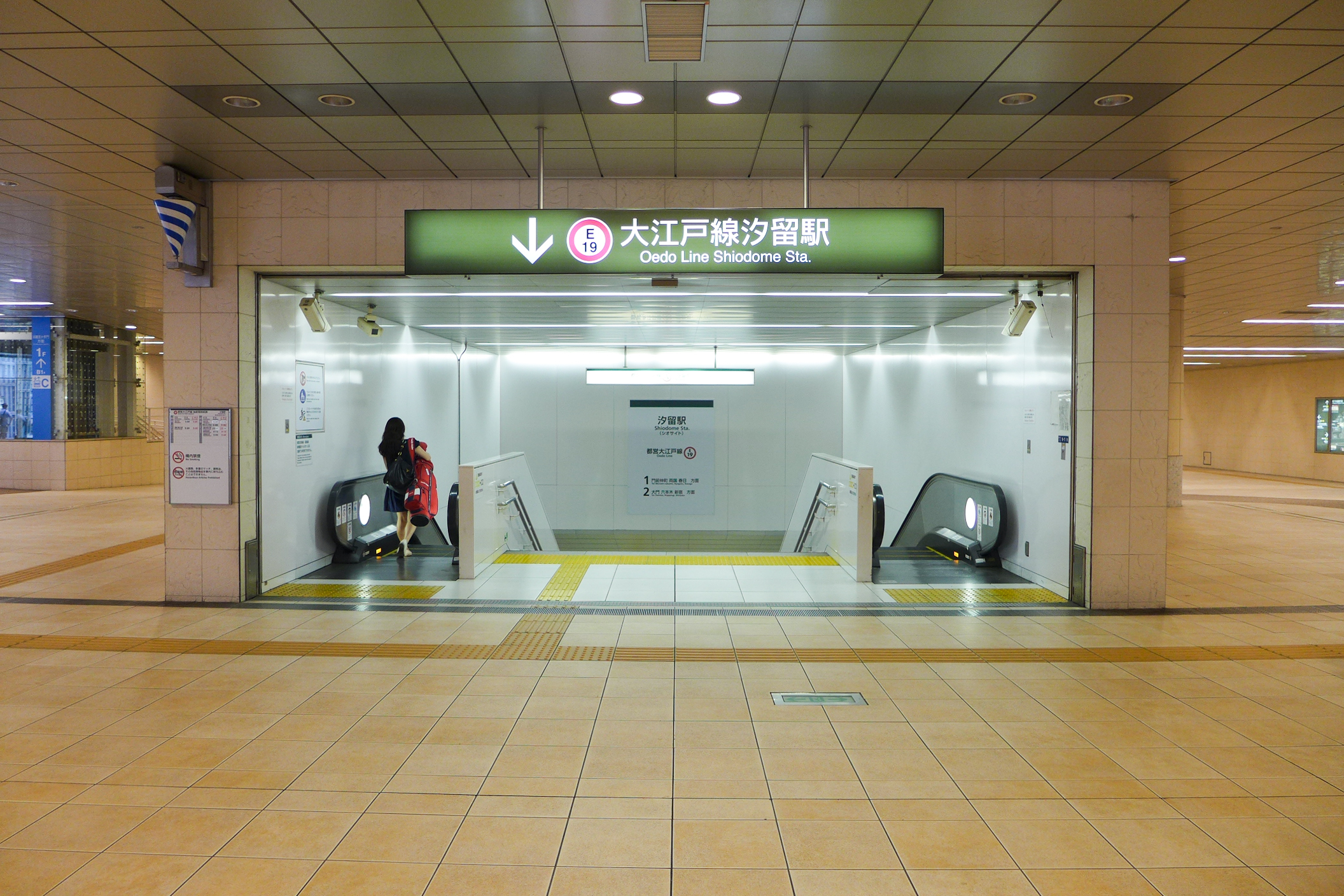
往大江戶線的入口（2015年11月）
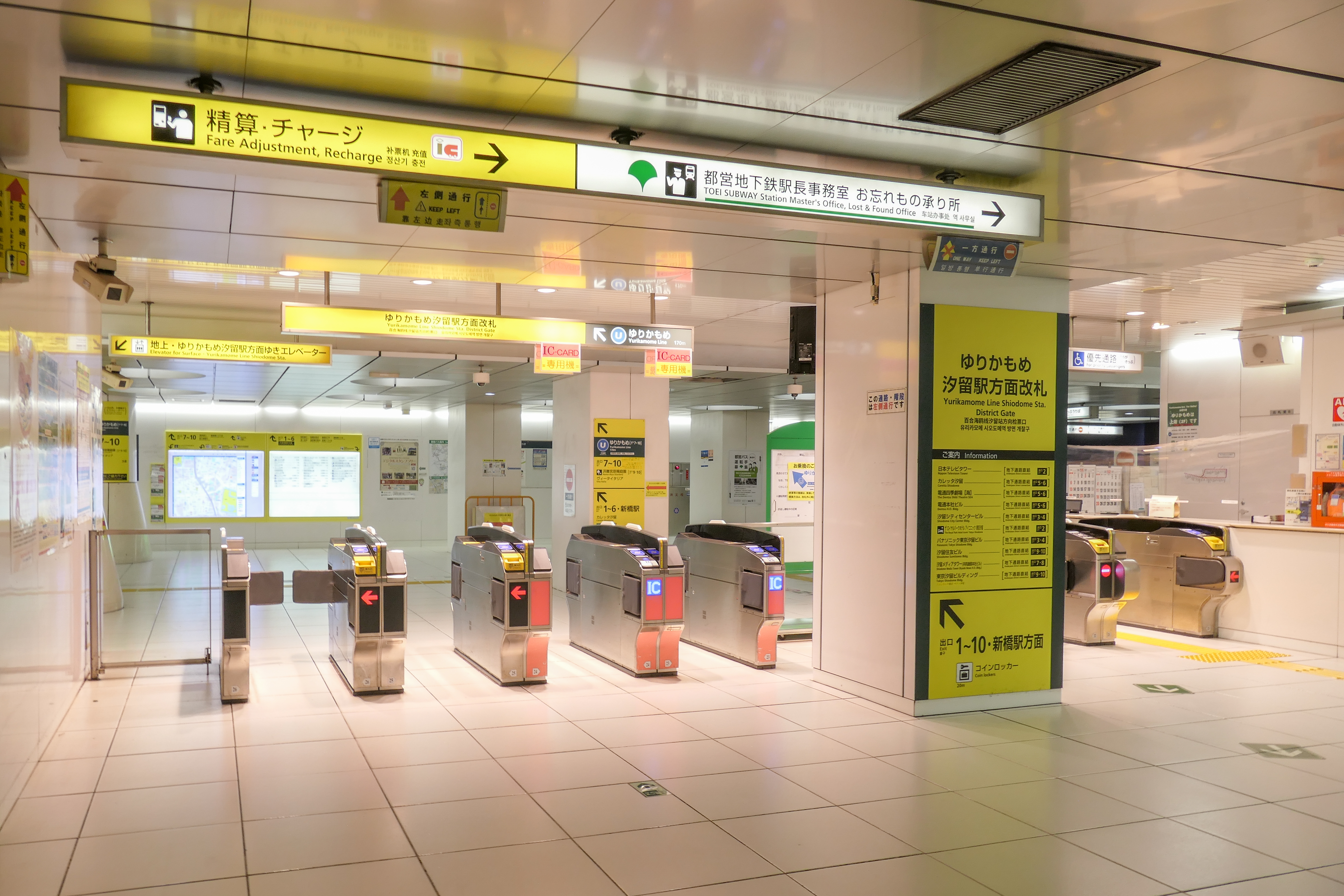
往百合鷗汐留站方向的驗票閘口（2022年11月）
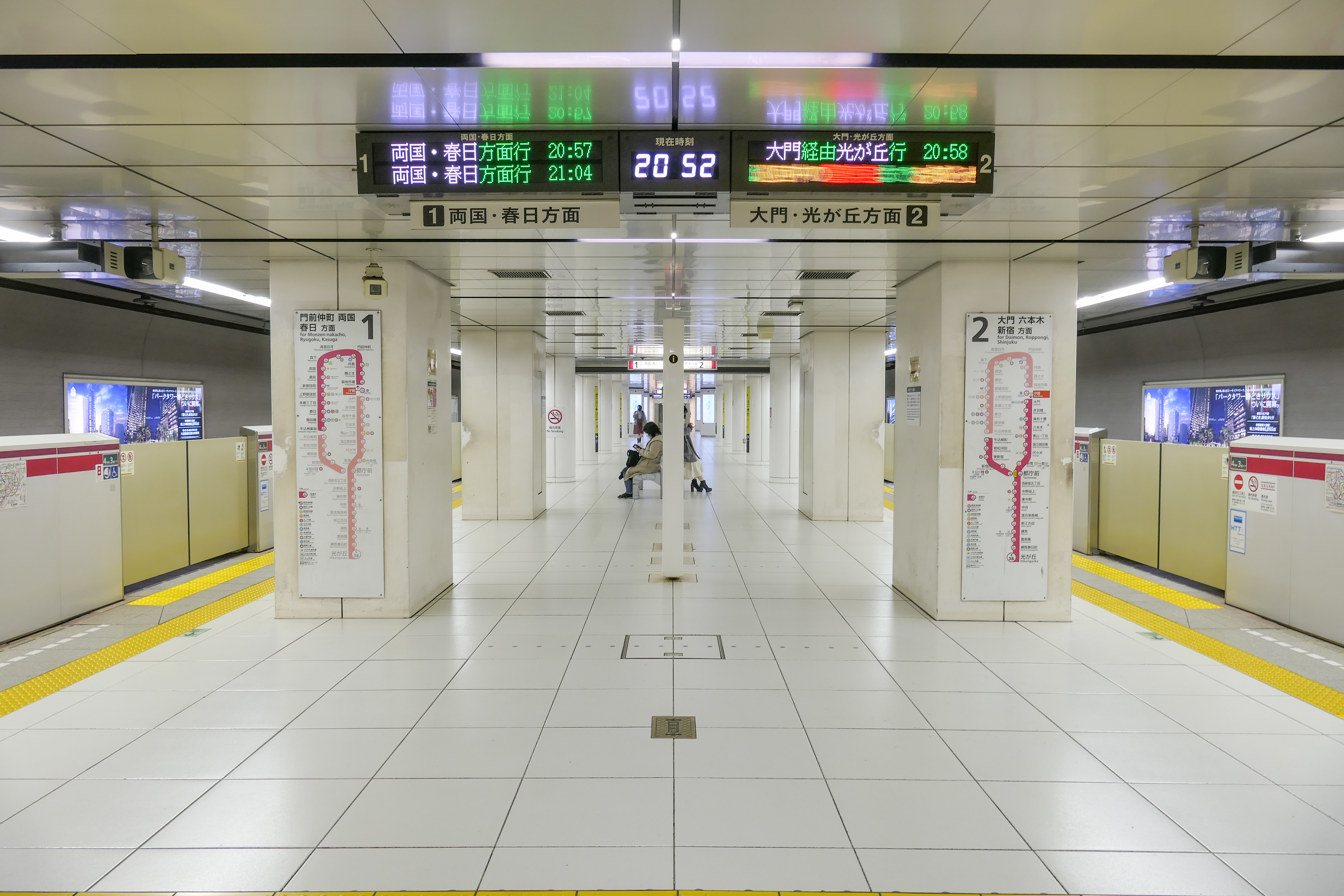
月台（2022年11月）

### 百合鷗
百合鷗號站區是高架車站。月台位於三樓，採島式月台1面2線的設計。

#### 月台配置
| 月台 | 路線   | 目的地         |
| ---- | ------ | -------------- |
| 1    | 百合鷗 | 台場、豐洲方向 |
| 2    | 百合鷗 | 往新橋         |

- 月台（2018年5月）
- 月台層外觀（2019年4月）

## 利用狀況
- 都營地下鐵 - 2017年度1日平均上下車人次為54,276人（上車人次27,052人、下車人次27,224人）[使用人數 1]。
- 百合鷗 - 2016年度1日平均上下車人次為9,005人。

### 各年度1日平均上下車人次
開業以來1日平均上下車人次變化如下表。
| 年度               | 都營地下鐵         | 都營地下鐵 | 百合鷗             | 百合鷗 |
| 年度               | 1日平均 上下車人次 | 增長率     | 1日平均 上下車人次 | 增長率 |
| ------------------ | ------------------ | ---------- | ------------------ | ------ |
| 2003年（平成15年） | 25,672             |            |                    |        |
| 2004年（平成16年） | 30,873             | 20.3%      | 7,500              |        |
| 2005年（平成17年） | 37,656             | 22.0%      | 8,740              | 16.5%  |
| 2006年（平成18年） | 40,515             | 7.6%       | 7,805              | −10.7% |
| 2007年（平成19年） | 42,459             | 4.8%       |                    |        |
| 2008年（平成20年） | 42,387             | −0.2%      |                    |        |
| 2009年（平成21年） | 43,202             | 1.9%       |                    |        |
| 2010年（平成22年） | 43,858             | 1.5%       | 7,690              |        |
| 2011年（平成23年） | 43,447             | −0.9%      | 6,738              | −12.4% |
| 2012年（平成24年） | 47,111             | 8.4%       | 7,512              | 11.5%  |
| 2013年（平成25年） | 49,237             | 4.5%       | 7,668              | 2.1%   |
| 2014年（平成26年） | 50,717             | 3.0%       | 8,197              | 6.9%   |
| 2015年（平成27年） | 52,610             | 3.7%       | 8,801              | 7.4%   |
| 2016年（平成28年） | 53,194             | 1.1%       | 9,005              | 2.3%   |
| 2017年（平成29年） | 54,276             | 2.0%       |                    |        |

### 各年度1日平均上車人次
開業以來1日平均上車人次變化如下表。
| 年度               | 都營地下鐵 | 百合鷗 | 來源              |
| ------------------ | ---------- | ------ | ----------------- |
| 2002年（平成14年） | 6,740      | 2,520  | [ 東京都統計 1 ]  |
| 2003年（平成15年） | 12,309     | 3,522  | [ 東京都統計 2 ]  |
| 2004年（平成16年） | 14,896     | 4,034  | [ 東京都統計 3 ]  |
| 2005年（平成17年） | 18,321     | 4,337  | [ 東京都統計 4 ]  |
| 2006年（平成18年） | 19,616     | 4,090  | [ 東京都統計 5 ]  |
| 2007年（平成19年） | 20,696     | 4,246  | [ 東京都統計 6 ]  |
| 2008年（平成20年） | 20,742     | 3,926  | [ 東京都統計 7 ]  |
| 2009年（平成21年） | 21,189     | 4,060  | [ 東京都統計 8 ]  |
| 2010年（平成22年） | 21,538     | 3,767  | [ 東京都統計 9 ]  |
| 2011年（平成23年） | 21,292     | 3,216  | [ 東京都統計 10 ] |
| 2012年（平成24年） | 23,206     | 3,530  | [ 東京都統計 11 ] |
| 2013年（平成25年） | 24,252     | 3,658  | [ 東京都統計 12 ] |
| 2014年（平成26年） | 25,059     | 3,936  | [ 東京都統計 13 ] |
| 2015年（平成27年） | 26,079     | 4,240  | [ 東京都統計 14 ] |
| 2016年（平成28年） | 26,457     | 4,290  | [ 東京都統計 15 ] |
| 2017年（平成29年） | 27,052     |        |                   |

備註
1. ↑  2002年11月1日開業。

## 車站周邊
本站附近地區是暱稱為「汐留SIO-SITE」的重建區，建有不少高樓。
- 新橋站－非常接近本站（相距約400米），且有地下通道連接本站。但兩站間未設定聯絡運輸（日语：聯絡運輸）。
- 銀座－本站鄰近銀座，故是大江戶線在銀座的玄關。
- 日本電視台大廈
- 汐留媒體大廈（日语：汐留メディアタワー）
  - 共同通信社總部
  - Park Hotel Tokyo|パークホテル東京}}
- 電通總部大廈
  - Caretta汐留
  - 電通四季劇場「海」（日语：電通四季劇場［海］）
- 汐留城市中心
  - 全日本空輸總部
  - 汐留城市中心郵便局
- 汐留塔
  - 皇家公園汐留塔
- 東京汐留大廈
  - 軟體銀行總部
  - 東京港麗酒店（日语：コンラッド東京）
- 汐留住友大廈
  - JSR本社
  - 法國農業信貸銀行
  - SEGA颯美控股本社
  - 軟銀集團
- JRAWINZ汐留（日语：ウインズ汐留）
- 濱離宮恩賜庭園
- 日比谷神社（日语：日比谷神社）

### 巴士路線

#### 機場接駁巴士
本站周邊的酒店均有來往成田機場的巴士路線，均由東京空港交通營運。

#### 水上巴士
濱離宮內有東京都觀光汽船「隅田川線」濱離宮碼頭與東京都公園協會「東京水邊線」濱離宮碼頭，可搭乘以下路線。
- 隅田川線：往日之出棧橋、往淺草
- 東京水邊線：往御台場海濱公園、往櫻橋)（日语：桜橋 (東京都)）、往葛西臨海公園、往兩國

## 相鄰車站
百合鷗
 東京臨海新交通臨海線（百合鷗）
新橋（U 01）－汐留（U 02）－竹芝（U 03）
 都營地下鐵
 大江戶線
築地市場（E 18）－汐留（E 19）－大門（E 20）

### 來源
私鐵、地下鐵1日平均使用人數
1. ↑  各駅乗降人員一覧 （页面存档备份，存于） - 東京都交通局

私鐵、地下鐵統計資料
1. ↑  各種報告書 （页面存档备份，存于） - 関東交通広告協議会
2. ↑  行政資料集 （页面存档备份，存于） - 港区

東京都統計年鑑
1. ↑  .   [2017-05-28]. （原始内容存档于2017-07-29）.
2. ↑  .   [2017-05-28]. （原始内容存档于2017-07-29）.
3. ↑  .   [2017-05-28]. （原始内容存档于2017-07-29）.
4. ↑  .   [2017-05-28]. （原始内容存档于2017-07-29）.
5. ↑  .   [2017-05-28]. （原始内容存档于2017-07-29）.
6. ↑  .   [2017-05-28]. （原始内容存档于2017-07-29）.
7. ↑  .   [2017-05-28]. （原始内容存档于2017-07-29）.
8. ↑  .   [2017-05-28]. （原始内容存档于2016-03-26）.
9. ↑  .   [2017-05-28]. （原始内容存档于2016-03-27）.
10. ↑  .   [2017-05-28]. （原始内容存档于2016-03-25）.
11. ↑  .   [2017-05-28]. （原始内容存档于2016-03-27）.
12. ↑  .   [2017-05-28]. （原始内容存档于2016-03-22）.
13. ↑  .   [2017-05-28]. （原始内容存档于2017-07-30）.
14. ↑  .   [2017-05-28]. （原始内容存档于2018-11-09）.
15. ↑  .   [2019-02-25]. （原始内容存档于2019-05-02）.

## 外部連結
- 汐留 - 東京都交通局
- 汐留站 （页面存档备份，存于） - 百合鷗